# Droga I/15 (Czechy)
Droga krajowa 15 (cz. Silnice I/15) – droga krajowa w  zachodnich  Czechach. Arteria łączy Most przez Litomierzyce z drogą krajową nr 9. Na krótkim odcinku w rejonie Litomierzyc biegnie wspólnym śladem z drogą nr 8.